# Laneuveville-lès-Lorquin
Laneuveville-lès-Lorquin é uma comuna francesa na região administrativa de Grande Leste, no departamento de Moselle. Estende-se por uma área de 2,24 km². Em 2010 a comuna tinha 107 habitantes (densidade: 47,8 hab./km²).